# Vedtofte Sogn
Vedtofte Sogn ist eine Kirchspielsgemeinde (dän.: Sogn)
auf der Insel Fyn (dt.: Fünen)
im südlichen Dänemark. Bis 1970 gehörte sie zur Harde Båg Herred im damaligen Odense Amt, danach zur Glamsbjerg Kommune im
Fyns Amt, die im Zuge der  Kommunalreform zum 1. Januar 2007 in der
Assens Kommune in der Region Syddanmark aufgegangen ist.
Im Kirchspiel leben 202 Einwohner (Stand: 1. Januar 2023).
Im Kirchspiel liegt die Kirche „Vedtofte Kirke“.
Nachbargemeinden sind im Nordosten Ørsted Sogn, im Süden Søllested Sogn, im Westen Turup Sogn und im Nordwesten Barløse Sogn.